# Dream Express
Dream Express – belgijski zespół muzyczny grający muzykę pop, reprezentanci Belgii podczas 21. Konkursu Piosenki Eurowizji z piosenką „A Million In One, Two, Three”, laureaci Grand Prix du Disque oraz Nagrody Publiczności podczas Konkursu Piosenki Interwizji w 1978 roku.

## Historia
Zespół powstał w 1974 r. Stworzyli go Luc Smets oraz trzy siostry Bianca, Stella i Patricia Maessen. Siostry wcześniej tworzyły trio Hearts of Soul, które wystąpiło w Polsce w 1974 roku. W 1979 Patricia opuściła zespół, a członkowie zespołu występowali wspólnie jako LBS aż do roku 1981.

## Dyskografia
Opracowano na podstawie materiału źródłowego.

### Albumy

#### Albumy studyjne
| Rok  | Nazwa                  | Wytwórnia płytowa       |
| ---- | ---------------------- | ----------------------- |
| 1976 | Dreaming               | BASF                    |
| 1977 | Million In 1, 2, 3     | Vogue                   |
| 1979 | Sunshine Or Rainy Days | Killroy                 |
| 1980 | Dream Express          | Polskie Nagrania „Muza” |

#### Kompilacje
| Rok  | Nazwa                | Wytwórnia płytowa |
| ---- | -------------------- | ----------------- |
| 1977 | A Million In 1, 2, 3 | EMI               |

### Single
| Rok  | Nazwa                | Wytwórnia płytowa |
| ---- | -------------------- | ----------------- |
| 1975 | Dream Express        | BASF              |
| 1975 | It Takes Two         | BASF              |
| 1977 | A Million In 1, 2, 3 | EMI               |
| 1977 | Sold It For A Song   | Vogue             |
| 1979 | Like Mozart Said     | CNR               |